# عوف ازدی
عوف بن عبدالله بن احمر ازدی از توابین بود. وی پس از واقعهٔ عاشورا بسیار پشیمان شده و این پشیمانی در اشعارش هویداست. سرانجام برای جبران، به همراه سلیمان بن صرد خزاعی در نهضت توابین شرکت می‌کند.